# Insheart
Insheart（インスハート）は、福岡市を中心に活動している現役医師（精神科医および形成外科医の2人）が組んでいる音楽ユニット。「医療で身体を治すだけではなく、音楽を通して心まで癒したい」という思いから、2015年1月より活動を開始。
ユニット名の由来は、「inside your heart（あなたの心に寄り添う)」から名付けられた。医師として病院に勤務するかたわら、休みの日などを利用して音楽活動を行っている。

## メンバー
公式サイトの「Profile」を参照。
| 名前  | 出身地 | 専門分野   | 担当                  |
| ----- | ------ | ---------- | --------------------- |
| Toshi | 長崎県 | 形成外科医 | ボーカル ヴァイオリン |
| Jyun  | 佐賀県 | 精神科医   | 作詞 作曲 ギター      |

Jyunが作詞作曲を手がけた楽曲は、主に「命」をテーマとしており、それらは医師として関わっている患者の実体験をモチーフとしている。

## 来歴
長崎大学医学部在学中に、2人は軽音楽部で出会った。2人とも医師になり、それぞれ別の病院で勤務していた。身体は回復しているが、心がなかなか回復しない患者を前に「音楽で心を癒せないか」と考えて2人で結成し、2015年1月より音楽活動を開始。同年4月にしまむら楽器主催のオーディションにて賞を獲得し、7月に「Wild Bunchi Fesオーディション」にて準グランプリ、11月にユニバーサルミュージック審査新人発掘オーディションにてグランプリ獲得。同年12月に1stミニ・アルバム『瞳の中のあなた』をリリース。
2016年6月に青雲中学校・高等学校で「現役医師のおくる命の授業～生と死の狭間で～」を開催。11月に被爆者から実体験を聞き取り、制作した楽曲「おばあちゃんののこしもの」を2人の母校である長崎大学病院で初公開。
2018年1月28日より福岡を皮切りに、「Insheartワンマンツアー 現役医師のおくる命の歌〜生と死の狭間で〜」を敢行。同年10月15日にテレビ長崎が制作制作したInsheartのドキュメンタリー「白衣のメロディ」が、FNSドキュメンタリー大賞にノミネートされた。
2019年10月11日（日本時間）にアメリカ合衆国ニューヨークマンハッタンにある教会で、「おばあちゃんののこしもの」の英語バージョンを披露。同年11月より公開の映画『いのちスケッチ』の主題歌としてデビュー作の「瞳の中のあなた」が起用された。
また、SNSにも積極的に取り組み、「週末は生でインスハート」と題したLINE LIVEを開催している。